# Шьяма Шастри
Фамилия этого человека — Шьяма, Шастри — идентификатор касты
Ша́стри Шьяма при рождении — Венката Субрахманья (там. சியாமா சாஸ்திரிகள், хинди श्याम शास्त्री; 26 апреля 1762, Тируварур, близ Танджавура — 6 февраля 1827) — индийский музыкант, поэт и композитор, один из величайших композиторов Карнатической музыки.
Наряду со своими современниками Мутхусвами Дикшитаром и Тьягараджой входит в тройку выдающихся музыкантов, выступивших основоположниками новой эры в истории музыки Карнатака.

## Биография

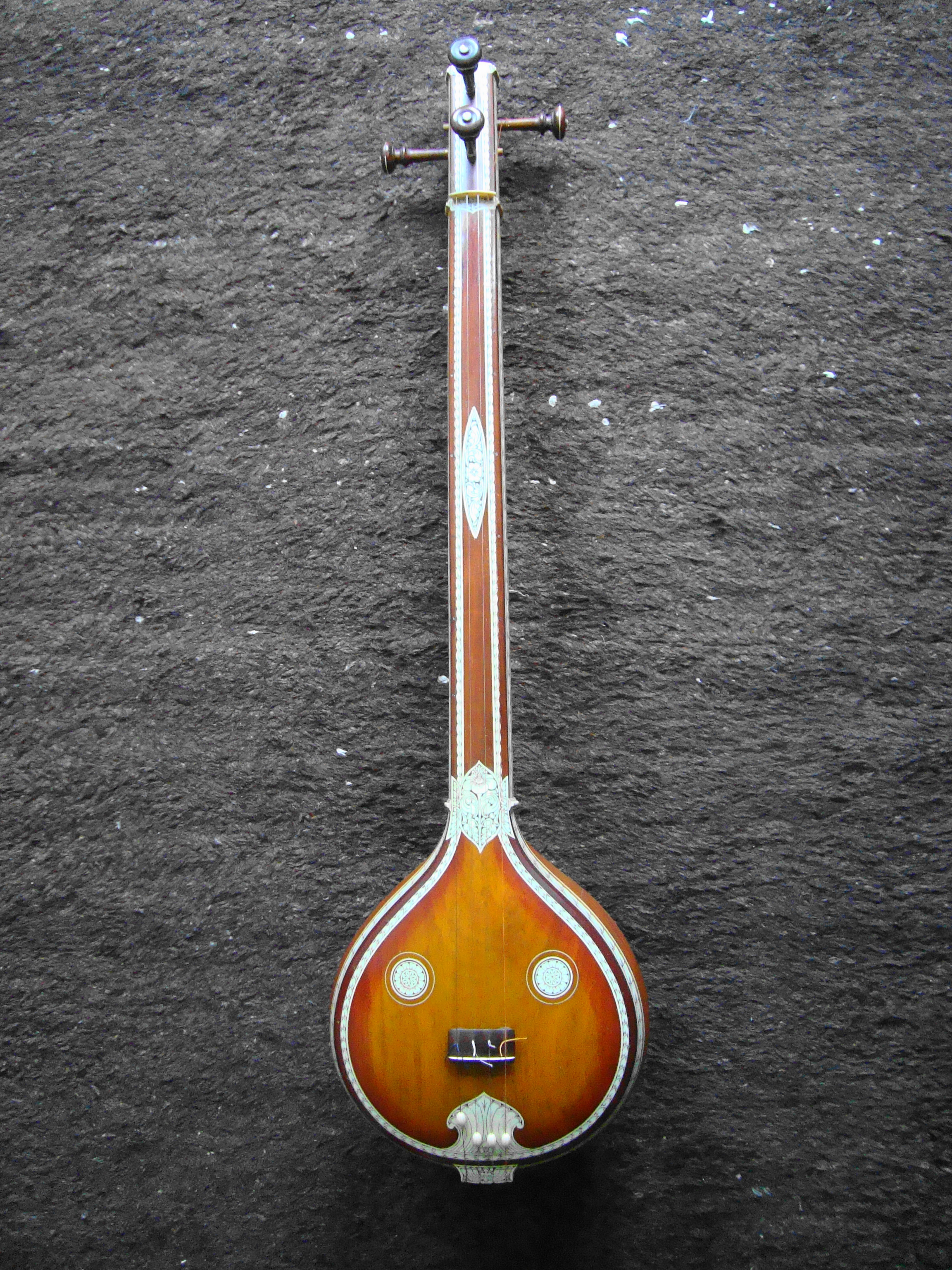
Музыкальный инструмент для исполнения музыки Карнатака — Тамбура в стиле Танджавур

Происходил из касты телугских жрецов (вадама). Его отец, Вишванатха Айер, служил при дворе царя Туладжаджи. Его с детства готовили к деятельности священнослужителя. С 18 лет жил в Танджавуре, где общался с философом Сангита Свами и видным музыкантом Паччимириям Адийяппайя.
С юности очень интересовался санскритом и телугу, приобрёл большие познания в этих языках и получил право сочинять песни.
Первоначально учился музыке у своего тестя. Позже, с Сангитой Свами в качестве своего гуру, познакомился с техниками Сангиты. Сангита Свами научил Шьяму Шастри музыкальным техникам, а также передал ему редкий музыкальный дар.
Автор текстов (на языках телугу, тамили, санскрите) и музыки свыше 300 композиций (песен) с восхвалениями (крити) и поклонения божеству (бхакти), популярных и поныне.
Ряд песен посвятил Храму Минакши.
Композициям Шьяма присущи дух философичности и отрешённости от всего мирского. Музыкантами и последователями Шьяма были его сын Суббарайя Шьяма и внук Аннасвами Шьяма.
Его высоко ценил Тьягараджа.

## Память
- В память о Шьяме Шастри в декабре 1985 года Департамент почты правительства Индии выпустил марку с его изображением номиналом в одну рупию.

## Источник
- Музыкальная энциклопедия. — М.: Советская энциклопедия, Советский композитор. Под ред. Ю. В. Келдыша. 1973—1982.
- Энциклопедический словарь. 2009.
- Panikkar, K N. Culture, Ideology, Hegemony: Intellectuals and Social Consciousness in Colonial India (англ.). — London: Anthem Press - Wimbledon Publishing Company, 2002.